# Ilse Stöbe

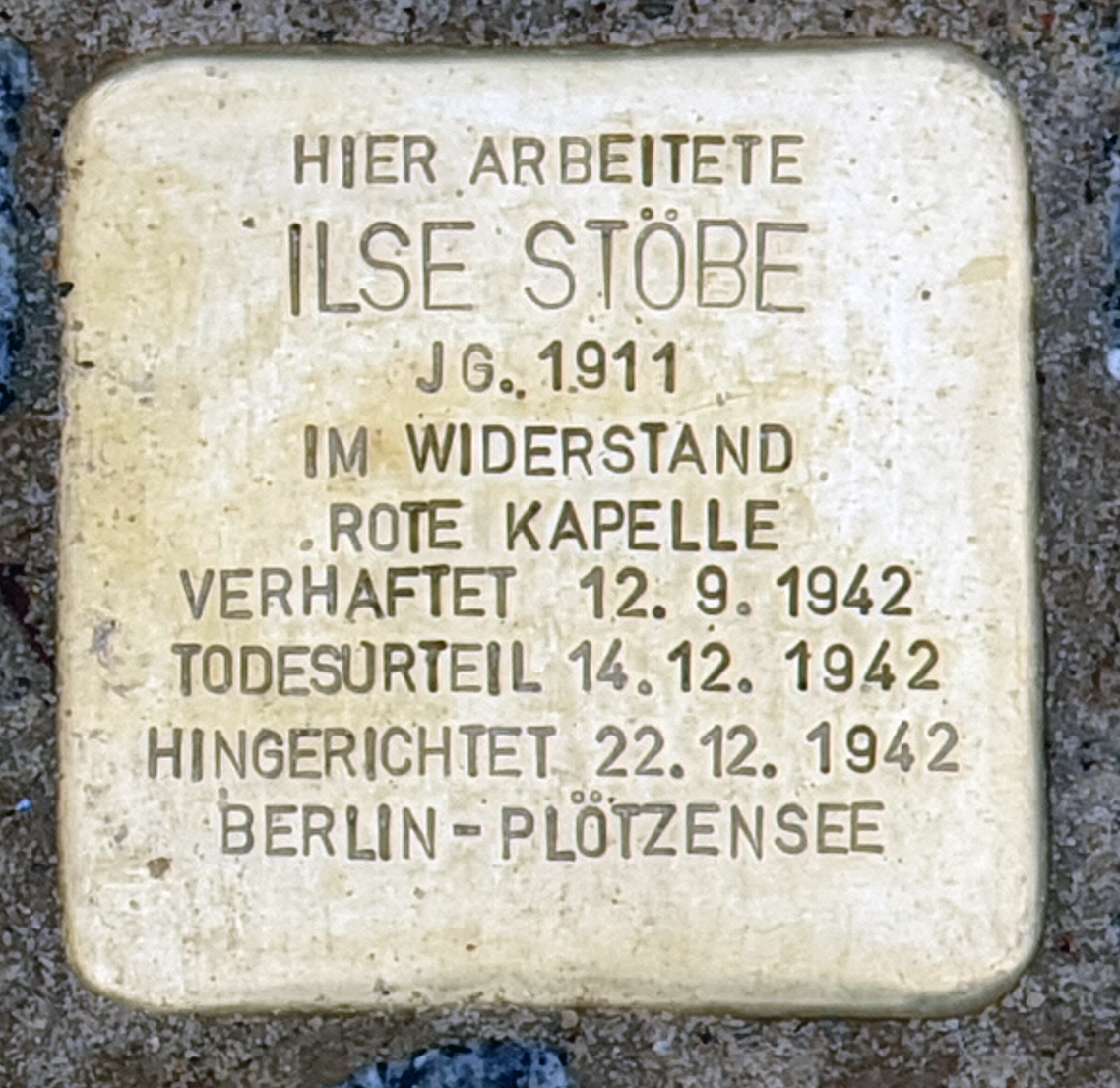
Stolperstein poświęcony Ilse Stöbe

Ilse Stöbe (ur. 17 maja 1911 w Berlinie, zm. 22 grudnia 1942 tamże) – niemiecka działaczka rewolucyjna, dziennikarka, współpracowniczka radzieckich służb specjalnych.
Ukończyła szkołę ludową, a następnie średnią szkołę handlową. Po przejściu kursu sekretarek-stenografistek znalazła pracę w koncernie wydawniczym Mosse. Po pewnym czasie została dziennikarzem. Jednocześnie działała w Komunistycznej Partii Niemiec. W 1931 r. podjęła współpracę z sowieckim wywiadem wojskowym. Otrzymała pseudonim „Arnim” i „Alta”. Po uzyskaniu władzy w Niemczech przez nazistów dla utrzymania konspiracji wstąpiła do NSDAP. Od 1932 r. była korespondentem kilku gazet niemieckich i szwajcarskich w Warszawie. Weszła w skład siatki szpiegowskiej tworzonej przez Rudolfa Herrnstadta (tzw. piątki warszawskiej). Zwerbowała do współpracy urzędnika Ministerstwa Spraw Zagranicznych III Rzeszy Rudolfa von Schelihę. W końcu sierpnia 1939 r. powróciła do Berlina. Dzięki wstawiennictwu R. von Schelihy w marcu 1940 r. otrzymała pracę w służbie prasowej MSZ. W tym czasie faktycznie kierowała sowiecką grupą szpiegowską. Pod koniec grudnia tego roku przesłała drogą radiową do Moskwy informację wywiadowczą dotyczącą przygotowywania przez III Rzeszę planu ataku na ZSRR pod kryptonimem „Barbarossa”. W wyniku namierzania radiowego w poł. września 1942 r. została aresztowana przez Gestapo. Po procesie skazano ją na karę śmierci wykonaną przez ścięcie na gilotynie 22 grudnia tego roku.